# Joseph H. Lewis
Joseph H. Lewis (New York, 6 aprile 1907 – Santa Monica, 30 agosto 2000) è stato un regista statunitense.

## Biografia
Definito da Georges Sadoul tecnico assai brillante che, tra i suoi numerosissimi film, ha diretto solo qualche opera notevole. Lewis diresse infatti principalmente B movie e le sue opere, strane ma eleganti, furono apprezzate solo negli anni successivi al suo ritiro, avvenuto nel 1966. Nella sua carriera da regista, durata circa 30 anni, diresse anche film d'azione, numerosi western a basso costo, thriller e horror.
Nel film Invisible Ghost (1941), Lewis diresse Bela Lugosi quale protagonista nel ruolo di Mr. Kessler, inconsapevolmente assassino in quanto saltuariamente ipnotizzato dalla visione della moglie creduta morta, in realtà viva pur se relegata in un antro della casa.
Tra i suoi film più celebri e di maggior successo spiccano Mi chiamo Giulia Ross (1945), Così scura la notte (1946) e la sua produzione di maggior considerazione a livello di critica, La sanguinaria (1950), che narra le vicende di una coppia di giovani (John Dall e Peggy Cummins) che, per arricchirsi, tentano una vorticosa serie di rapine fino ad uccidere un uomo.

## Filmografia

### Regista
- Courage of the West (1937)
- The Singing Outlaw (1937)
- The Spy Ring (1938)
- Border Wolves (1938)
- The Last Stand (1938)
- Two-Fisted Rangers (1939)
- Blazing Six Shooters (1940)
- The Man from Tumbleweeds (1940)
- Texas Stagecoach (1940)
- The Return of Wild Bill (1940)
- Boys of the City (1940)
- That Gang of Mine (1940)
- Pride of the Bowery (1940)
- Invisible Ghost (1941)
- Arizona Cyclone (1941)
- The Mad Doctor of Market Street (1942)
- Il mistero di Burma (Bombs Over Burma) (1942)
- The Silver Bullet (1942)
- Boss of Hangtown Mesa (1942)
- Secrets of a Co-Ed (1942)
- Criminali (Criminals Within) (1943)
- Minstrel Man (1944)
- The Falcon in San Francisco (1945)
- Mi chiamo Giulia Ross (My Name Is Julia Ross) (1945)
- Così scura la notte (So Dark the Night) (1946)
- Spade insanguinate (The Swordsman) (1948)
- Mani lorde (The Undercover Man) (1949)
- La sanguinaria (Gun Crazy) (1950)
- L'amante (A Lady Without Passport) (1950)
- Valanga gialla (Retreat, Hell!) (1952)
- Disperata ricerca (Desperate Search) (1952)
- L'urlo dell'inseguito (Cry of the Hunted) (1953)
- La polizia bussa alla porta (The Big Combo) (1955)
- I senza Dio (A Lawless Street) (1955)
- 7º Cavalleria (7th Cavalry) (1956)
- Il marchio dell'odio (The Halliday Brand) (1957)
- Il terrore del Texas (Terror in a Texas Town) (1958)